# Eddie Hazel
Eddie Hazel (10. dubna 1950 – 23. prosince 1992) byl americký kytarista.

## Život
Narodil se v Brooklynu, ale vyrůstal v newjersejském Plainfieldu, protože jeho matka nechtěla, aby vyrůstal v negativním prostředí plném drog a kriminality Na kytaru začal hrát již v dětství, svou první dostal jako vánoční dárek od svého staršího bratra. Kromě hry na kytaru rovněž zpíval v kostelním sboru. Ve svých dvanácti letech potkal baskytaristu Billyho „Bass“ Nelsona, s nímž se spřátelil, a brzy společně začali vystupovat. Koncem šedesátých let se stal členem kapely The Parliaments, kterou vedl George Clinton. Později s ním hrál i v projektech jako Parliament-Funkadelic. Své první sólové album nazvané Game, Dames and Guitar Thangs vydal v roce 1977. Zemřel na vnitřní krvácení a selhání jater ve věku 42 let. Časopis Rolling Stone jej roku 2003 zařadil na 43. příčku žebříčku 100 nejlepších kytaristů všech dob. V později aktualizované verzi byl zařazen na 83. místo.